# Robert Méndez
Pour les articles homonymes, voir Méndez.
Méndez  García est un nom espagnol. Le premier nom de famille, en général paternel, est Méndez ; le second, en général maternel, souvent omis, est García.
Robert Javier Méndez García, né le 15 juin 1993, est un coureur cycliste uruguayen. Son grand frère Fernando est aussi coureur cycliste.

## Biographie
En 2015, Robert Méndez devient champion d'Uruguay sur route dans la catégorie espoirs (moins de 23 ans). Trois ans plus tard, il remporte le titre national dans le contre-la-montre chez les élites,. Il se distingue également dans les courses par étapes locales. 
Lors de la Rutas de América 2020, il s'impose sur une étape contre-la-montre et termine deuxième du classement général. 

## Palmarès
- 2013
  - 3e du championnat d'Uruguay sur route espoirs
- 2015
  -  Champion d'Uruguay sur route espoirs
- 2018
  -  Champion d'Uruguay du contre-la-montre
  - 3e de la Vuelta Chaná
- 2020
  - 5eb étape de la Rutas de América (contre-la-montre)
  - 2e de la Rutas de América